# Esentepe, Boğazlıyan
Esentepe là một xã thuộc huyện Boğazlıyan, tỉnh Yozgat, Thổ Nhĩ Kỳ. Dân số thời điểm năm 2010 là 228 người.